# Битва при Адуолтон-Муре
Битва при Адуолтон-Муре (англ. Battle of Adwalton Moor) — сражение Английской гражданской войны, произошедшее 30 июня 1643 года.
Десятитысячное войско роялистов под командованием герцога Ньюкасла направлялось к Брадфорду, который занимали 3-4 тысячи круглоголовых во главе с Фердинандом Ферфаксом. Последний решил выйти навстречу кавалерам, поскольку город не был подготовлен к осаде. Бой происходил на пересечённой местности, что препятствовало лёгкому продвижению роялистской конницы. Войска Ферфакса заняли оборонительную позицию и отбили несколько атак кавалеров. Затем часть круглоголовых самовольно перешла в наступление, но не смогла противостоять количественно превосходившему её отряду роялистов на открытой местности. Круглоголовые вынуждены были отступить, однако кавалеры уже зашли к ним в тыл. Сторонники парламента были разбиты, остатки их сил бежали. Благодаря победе при Адуолтон-Муре расширился контроль кавалеров над Йоркширом.
В настоящее время поле боя находится в предместьях города. Это место — единственное, как утверждает муниципальный совет Брадфорда, поле боя на территории округа. На месте боя установлены мемориальные доски, разъясняющие посетителям подробности сражения. Экспозиции, посвящённые битве, есть в музеях «Боллинг-холл» в Брадфоде и «Оуквелл-холл» неподалёку от поля боя (округ Кёрклис).